# 辻佳奈美
辻 佳奈美（つじ かなみ、現姓：西村、1996年1月24日 - ）は、日本のプロテニス選手。大阪府河内長野市出身。

## 略歴
父親の影響で4歳からテニスを始める。
杉山愛や伊達公子も所属した荏原SSCに通うため週末に夜行バスで神奈川県まで練習に行っていた。
2010年度Petits As（en:Petits As）で優勝。同年4月22日、日本テニス協会は辻をプロ選手認定。史上最年少（14歳3か月）プロとなった。
しかしプロ転向後は思うような結果が残せず、シングルスのタイトルは2015年のインドネシアの$10,000大会の1つのみにとどまり、2016年に現役を引退した。
引退の原因は、コーチを務めていた父親との確執でテニスに嫌気が差し、心身共にボロボロになってしまったとのちに語っている。引退後は2年間テニスから離れ、結婚、出産を経て2018年に現役復帰した。

### 主な戦績
2007年： 全国小学生大会 優勝 
2008年： U14ワールドJr.日本代表、 U14全日本Jr. 優勝、 RSK全国選抜Jr. 優勝 
2009年： U16全日本Jr. ベスト4、全国中学生大会 シングルス ベスト4、全国中学生大会 ダブルス 優勝 
2010年： Petits As 優勝  
2011年： 全日本テニス選手権シングルス本戦2回戦、 全仏オープンJr. 出場、 全豪オープンJr. 本戦ベスト16
2012年： トルコ（アンタリヤ）$10,000 ダブルス　優勝 
2015年： インドネシア（ジャカルタ）$10,000 シングルス　優勝

#### 記録
2010年度Petits Asで優勝アジア人初のJr.世界一に、同年4月22日 史上最年少（14歳3ヶ月）にて日本テニス協会認定プロ選手に。